# Kanton Miradoux
Kanton Miradoux (fr. Canton de Miradoux) je francouzský kanton v departementu Gers v regionu Midi-Pyrénées. Skládá se z devíti obcí.

## Obce kantonu
- Castet-Arrouy
- Flamarens
- Gimbrède
- Miradoux
- Peyrecave
- Plieux
- Saint-Antoine
- Sainte-Mère
- Sempesserre